# John Main
John Douglas Main OSB (21 de enero de 1926 - 30 de diciembre de 1982) fue un sacerdote católico romano y monje benedictino, reconocido por haber creado una forma de meditación cristiana basada en frases de oración o mantras. En 1975, Main formó grupos de meditación cristiana en la Abadía de Ealing, su monasterio en el oeste de Londres, Inglaterra, y, más tarde, en Montreal, Quebec, Canadá. Éstos fueron los orígenes de la red ecuménica de grupos de meditación cristiana que se han convertido en la actual Comunidad Mundial para la Meditación Cristiana (WCCM).

## Vida
John Main nació en Londres como Douglas Main, el cuarto de seis hijos de David y Eileen Main. En la década de 1940 se unió a los Canónigos Regulares de Letrán y estudió en el seminario diocesano de St Edmund's College, Ware, Inglaterra, para luego ser elegido para realizar estudios de teología en el Pontificio Ateneo Angelicum, Roma. En ese entonces comenzó a dudar de su vocación al sacerdocio y decidió abandonar su orden para viajar a Dublín, donde vivía su familia. Allí estudió Derecho en el Trinity College. Se graduó en 1954 y se unió al Servicio Colonial Británico, donde trabajó como funcionario.
Main se convirtió en un terapeuta estricto y fue asignado a Kuala Lumpur en Malasia, donde conoció al Dr. Swami Satyananda (1909-1961), quien le enseñó meditación usando un mantra como medio para llegar a la quietud meditativa. El swami le enseñó a Main a meditar otorgándole un mantra cristiano.
En 1956, Main regresó a Dublín y enseñó Derecho en el Trinity College. En 1959 decidió unirse a los benedictinos de la Abadía de Ealing en Londres. Tomó el nombre de Juan, en honor a San Juan Apóstol. Fue ordenado sacerdote en 1963. Después de su ordenación, enseñó en la Escuela de San Benedicto de Ealing, gobernada por la comunidad monástica de la abadía de Ealing.
En 1970, Main fue nombrado director de la Escuela de la Abadía de San Anselmo en Washington D. C., donde comenzó a estudiar seriamente por primera vez los escritos del padre del desierto John Cassian. Main encontró paralelismos entre la práctica espiritual enseñada por Cassian y la práctica meditativa que le había enseñado el swami Satyananda en Kuala Lumpur.
En 1974, Main abandonó la Abadía de San Anselmo en Washington y regresó a la Abadía de Ealing en Londres, donde comenzó a organizar grupos de meditación cristiana en una antigua casa en los terrenos del monasterio. En este trabajo le ayudó Laurence Freeman, también monje de la Abadía de Ealing. En 1977, Main y Freeman fueron enviados a establecer un nuevo monasterio benedictino en Montreal, Quebec. Allí también se impartían clases de meditación cristiana.
Main murió de cáncer en el monasterio benedictino de Montreal en 1982, y está sepultado en el Monasterio de Mount Saviour, Elmira, Nueva York. Fue sucedido por Laurence Freeman.
Freeman continuó el trabajo de Main, viajando mucho para establecer grupos de meditación cristiana en todo el mundo. En 1991, estos grupos de meditación cristiana se unieron en red para formar la Comunidad Mundial para la Meditación Cristiana (WCCM).  Cada año, la WCCM organiza el Seminario John Main, que ha sido dirigido por Mary McAleese, Huston Smith, Charles Taylor, el Padre William Johnston, el Padre Richard Rohr OFM, la Hermana Joan Chittister OSB, el arzobispo anglicano Rowan Williams, el obispo ortodoxo griego Kallistos Ware, el abad Thomas Keating, Dom Bede Griffiths y el 14.º Dalai Lama, entre otros.

## Libros
- John Main: Palabra en silencio. (1980)
- John Main: Momento de Cristo: El camino de la meditación. (2000)
- John Main: Escritos esenciales.
- John Main: La puerta al silencio, una antología para la meditación.

- John Main: El camino de lo desconocido: expandiendo horizontes espirituales a través de la meditación.
- John Main: Silencio y quietud en cada estación: lecturas diarias con John Main.

Para obtener una lista completa de libros sobre y escritos por John Main, consulte las páginas web de la WCCM (La Comunidad Mundial para la Meditación Cristiana): https://wccm.org/content/obras-de-y-sobre-john-main/